# Palometa roja
La palometa vermella o peix de rei (Beryx decadactylus) és una espècie de peix teleosti de la família berícids, distribuïda de forma cosmopolita per tots els mars i oceans del planeta.
Cos comprimit lateralment amb el dors de color vermell intens i resta del cos platejat amb fines línies horitzontals i amb uns enormes ulls, la longitud màxima normal és d'uns 35 cm amb un pes de 2'5 kg, encara que s'ha descrit una captura de 100 cm de longitud.
Els alevins presenten fortes espines en el cap. Les aletes de color vermell, l'aleta dorsal té 4 espines i 18 a 20 radis tous, mentre que l'aleta anal 4 espines i prop de 30 radis tous.

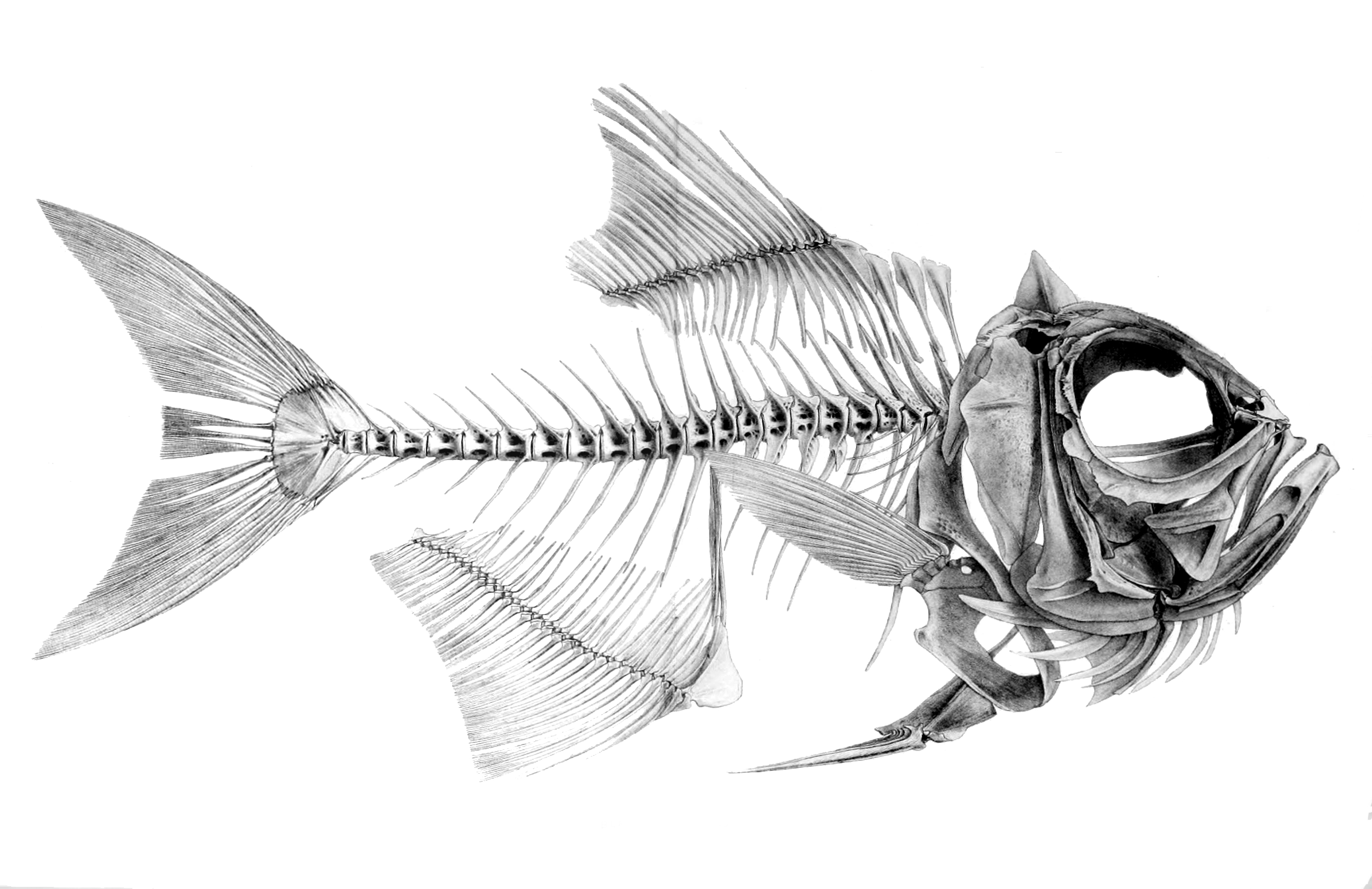
Esquelet de la palometa vermella.

És una espècie batidemersal, els adults viuen en el jaç marí d'aigües profundes, a una profunditat normalment entre 200 i 400 m preferentment en el talús continental, on sol trobar-se pegat a la sorra o al fang, mentre que els alevins són pelàgics. S'alimenten de crustacis, petits peixos i cefalòpodes.